# فولاذ دمشقي

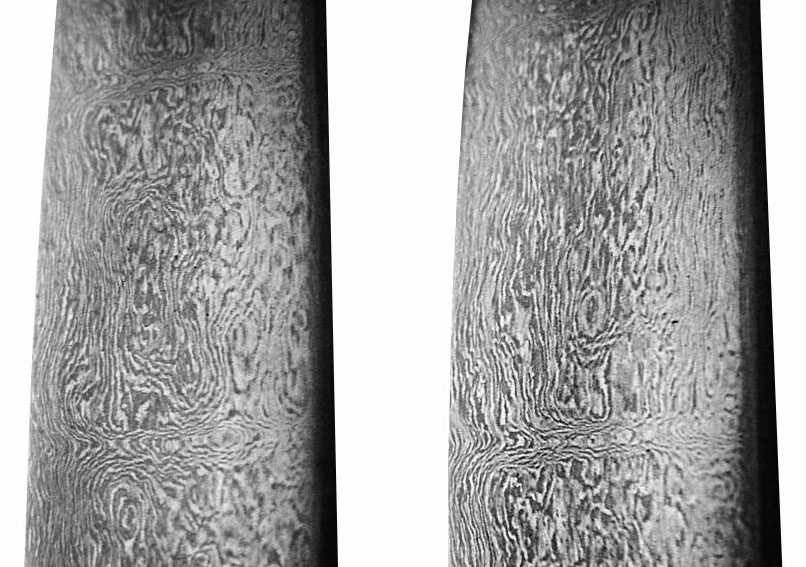
صورة مقربة لسيف مصنوع من الفولاذ الدمشقي المشكّل بالتطريق يعود إلى القرن الثامن عشر الميلادي.

الفولاذ الدمشقي أو الفولاذ المدمشق هو نوع من الفولاذ المستخدم لصناعة نصل السيوف، والذي اشتهرت به مدينة دمشق وإليها ينسب. كانت السيوف الدمشقية تصنع من الفولاذ الهندواني (فولاذ بلاد الهند)؛ وكانت تتميّز بنقوشها الفريدة المبرقشة والمحزّمة؛ كما أنّها اشتهرت بصرامتها ومقاومتها للاهتراء، وبقابلية الشحذ والسَّنّ إلى حدّ مطواع شديد القطع. نال السيف الدمشقي شهرةً واسعةً عبر التاريخ، وأحاطت به العديد من القصص والروايات، كالقدرة على قطع شعرةٍ ساقطةٍ على نصله.
سمّي هذا النوع من الفولاذ بالدمشقي نسبة إلى العاصمة السورية دمشق، والتي كانت هذه السيوف تصنع وتباع فيها، كما أنّ النموذج النمطي المميّز لها أصبح مشهوراً فأصبح يطلق تسميته أيضاً على أيّ فولاذٍ يحمل تلك المواصفات، مثلما هو الحال مع زخارف البروكار الدمشقي. كانت صناعة السيوف الدمشقية حرفةً يحوطها الكثير من السرّية، وكان المهرة من الحرفيين يتناقلونها من جيلٍ إلى جيل، إلى أن اندثرت، ولا يوجد تدوينات للطريقة الأصلية التي كانت تستخدم في الماضي.
رغم اختلاف المواد الأولية المستخدمة وطرق وتقنيات التصنيع إلّا أنّه جرت محاولات حديثة لكشف سر التركيب وطريقة التحضير؛ إذ بيّنت الأبحاث باستخدام وسائل تقنية حديثة وجود أسلاك وأنابيب نانوية كربونية في تركيب سيفٍ مصنوعٍ من الفولاذ الدمشقي. وخلصت الدراسات أنّه خلال عملية الصهر لتشكيل صبّات الفولاذ الهندواني المستخدم في صناعة السيوف الدمشقية كانت أجزاء نباتية معروفة من الأوراق والأغصان الخشبية تضاف بمقدارٍ محدّدٍ إلى الخلطة، وذلك كمصدر كربوني، بالإضافة إلى استخدام أنواع من الخامات الغنيّة بالحديد والمشوبة بعناصر كيميائية أخرى؛ وفي مرحلة لاحقة كانت الصبّات تخضع للتطريق وتشكّل على هيئة أنصال. على الرغم من أنّه توجد حالياً أنواع تفوق الفولاذ الدمشقي القديم في أدائها، إلّا أنّ التفاعلات الكيميائية المرافقة لعملية التصنيع آنذاك جعلت السيوف الدمشقية مميّزة عن أقرانها في عصرها، إذ كان الفولاذ الدمشقي فائق اللدونة وفائق الصلابة في نفس الوقت.

## التاريخ

### الابتكار

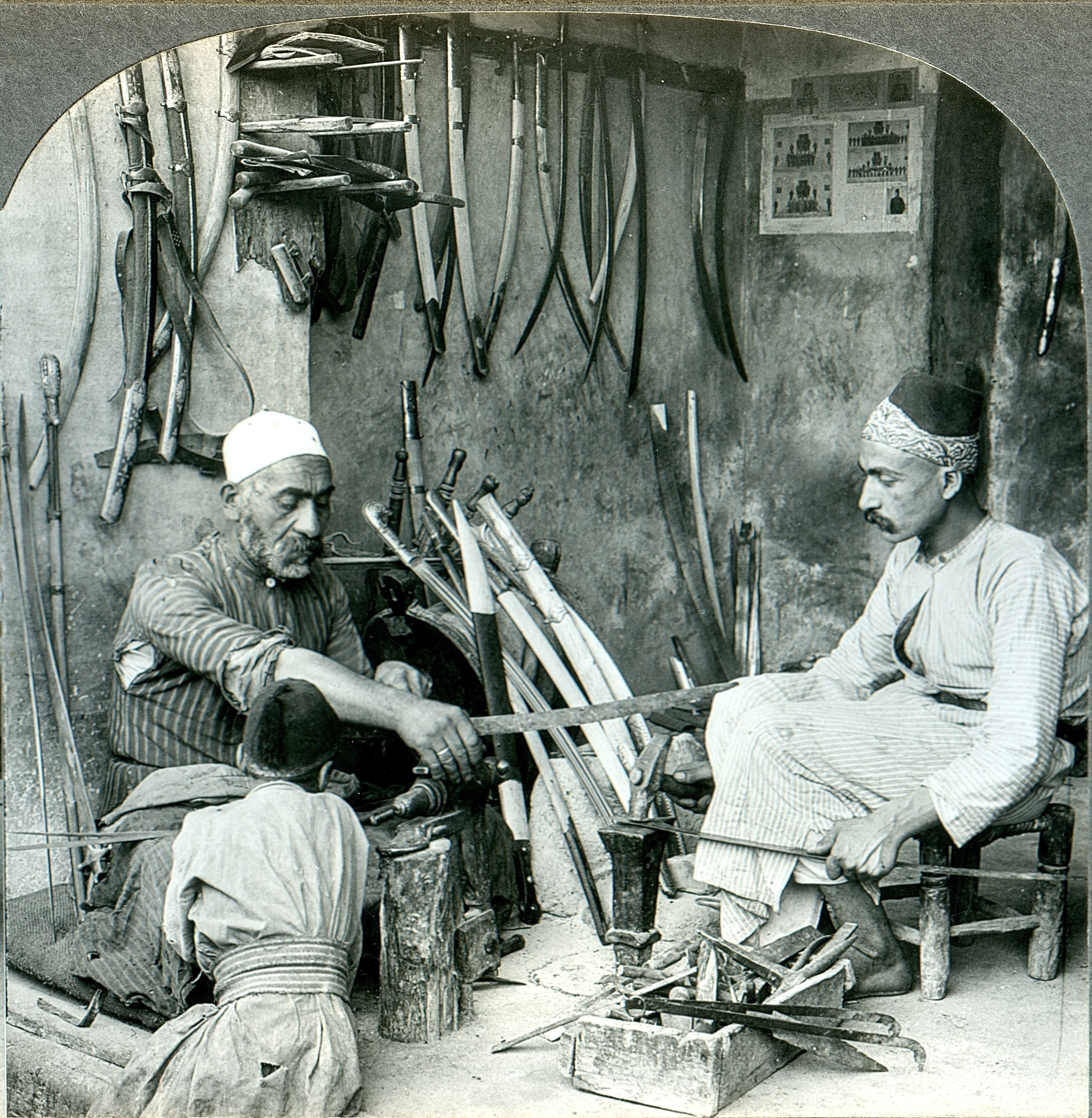
دكّان لصناعة السيوف في دمشق حوالي سنة 1900م.

كانت السيوف المصنوعة من الفولاذ الدمشقي مميّزة في القرون الوسطى، وهي صناعة اشتهرت بها مدينة دمشق، إذ كانت عاصمة الدولة الأموية، وحاضرة مركزية في عهد الدولة العباسية، ولذلك ازدهرت فيها صناعات مختلفة، منها صناعة الأسلحة. كانت صبّات الخامات من الفولاذ الهندواني يؤتى بها إلى دمشق من الهند، وسريلانكا؛ وذلك في الفترة ما بين القرنين الثالث والسابع عشر للميلاد.
بدأت الخبرة في شغل وتشكيل الفولاذ الدمشقي على هيئة سيوف تتزايد باطّراد، وانتشر صيتها في منطقة الشرق الأوسط. اشتهر السيف الفولاذي الدمشقي بصلابته ومرونته في آن، وبقوّته ووزنه الخفيف إضافة إلى جمال الشكل وروعة التصميم؛ كما امتازت السيوف الدمشقية عن غيرها بظاهرة فنّية عرفت باسم «الجوهر» أو «الفرند»، وللجوهر أشكال عديدة تظهر علي النصال وتشاهد له تموّجات وبقع، حتى أطلقت تسمية الدمشقة على طريقة صنع هذه السيوف، وبخاصة النصل الذي يصنع من الفولاذ وما يحتويه من أنماط وتمويجات مميزة.

### الازدهار
ازدهرت صناعة السيوف الدمشقية في العصرين الأموي والعباسي، وتوسّع انتشار صناعتها إلى المدن المجاورة مثل حلب، كما وصلت إلى مصر في عصر المماليك. انتقلت السيوف الدمشقية وطريقة صناعتها إلى الأندلس؛ إلّا أنّ صيتها انتشر كثيرًا إبّان الحملات الصليبية،، وحيكت عنها الروايات والأساطير، مثل أنّها حادّة لدرجة كافية لشطر إنسان بضربة واحدة، أو أنّها من حدّتها تستطيع قطع منديل حريري مرمي في الهواء، الأمر الذي كانت تعجز عنه السيوف التقليدية آنذاك.
جرت محاولات عدة لمعرفة أسرار الصنعة، إلّا أنّ تلك الحرفة بقيت سرّاً طيّ الكتمان تتناقلته الأجيال. من أشهر صانعي السيوف الدمشقية كلّ من إبراهيم المالكي، في العهد المملوكي حيث صنع سيفاً للسلطان قانصوه الغوري، ويوسف سنقر الذي صنع سيفاً للسلطان العثماني بايزيد الثاني، وهو حفيد حاجي صونقور الصانع المملوكي الشهير، والصانع أبو يوسف يعقوب شمسي؛ وكذلك الصانع الشهير أسد الله الذي انتشرت نماذج أعماله في فارس في القرن السادس عشر. أورد بعض العلماء المسلمين ذكر السيف الدمشقي في كتاباتهم ورسائلهم، ومن أشهر تلك التدوينات رسالة الكندي: «السيوف وأجناسها»، حيث قال عنها أنها «أقطع جميع السيوف المولدة»؛ وكذلك كتاب «الجماهر في معرفة الجواهر» للبيروني؛ كما قام الجلدكي بإيراد ذكرها في مضمن شرحه لكتاب الحديد لجابر بن حيان، حيث ذكر كيف كانت السيوف تغسل وتحمّض ويوقد عليها بالفحم الخشبي في بواتق ثم تترك لتبرد ببطء، ثم يلي ذلك صنع النصال الرقيقة بالتطريق والسقاية. إلّا أنّ المراحل الموصوفة في كتب التاريخ كان يشوبها الغموض، وذلك لاختلاف الدلالات وغياب التفاصيل، وأهمّها مكوّنات ونسب الأعشاب والمعادن المضافة، وخاصّة في مرحلة التسقية.
وجدت بعض الدراسات صلة وصل بين الفولاذ الدمشقي وبين بولات Bulat، وهو نوع من الفولاذ انتشر استخدامه في روسيا القيصرية في القرون الوسطى لصناعة الأسلحة عالية القيمة بما فيها السيوف والسكاكين والفؤوس. إذ عرف أنّ القيصر الروسي ميخايل رومانوف كان يرتدي خوذة من البولات سنة 1621. لم يعرف أصل وطريقة تصنيع البولات، إلّا أنّه على الأغلب كان مستورداً عبر الفرس والأتراك، ومن المعتقد أنه الفولاذ الدمشقي نفسه.

### الاندثار
اضمحلّت صناعة السيوف من الفولاذ الدمشقي تدريجياً، وانقطعت سلسلة نقل المعرفة بين الحدّادين، إلى أن اندثرت تلك الحرفة في فترة بين القرنين الثامن عشر والتاسع عشر. لتفسير انحدار صناعة السيوف الدمشقية التقليدية عدّة نظريات وفرضيات، من بينها انقطاع الطرق التجارية التي كانت تزوّد وتؤمّن الفولاذ الهندواني، أو تغيّر مواصفات الخامة بحيث لم تعد تتوفّر فيها شوائب الفلزات التي كانت تميّزها عن غيرها، أو حدوث فجوة حرفية في نقل سرّ المهنة، أو تضييق الراج البريطاني على الصناعة في الهند. قد يكون واحداً من تلك الأسباب العامل الرئيسي لاندثار هذه الحرفة أو مجموعها.
قد يكون لبعد مسافة الطريق التجارية التي كان يقطعها تجّار خامة الفولاذ الدمشقي كبير الأثر في حدوث نقص في الموارد والمخزون منها في الشام، خاصّة أيّام الاضطرابات، ممّا أدّى إلى توقّفه فيها، وفي النهاية أدّى إلى اندثار هذه الصنعة في الهند أيضاً. يجمع عددٌ من المؤرّخين أنّ صناعة السيوف الدمشقية انتكست في دمشق بعد غزو المغول وقيام تيمورلنك بنقل مركز الحرفة إلى سمرقند وخراسان بأسره لعددٍ كبيرٍ من صنّاع السيوف في المدينة ونقلهم إلى هناك؛ تلا ذلك قيام السلطان العثماني سليم الأول بنقل عددٍ آخرَ من أشهر المهرة في صناعة السيوف إلى تركيّا.
نظراً لدقّة عملية التصنيع، فقد يؤدّي الاختلاف في الزمن أو درجة الحرارة اللازمة في دورات التعريض الحراري للخامة الأولية إلى حدوث تغيير في مواصفات المنتج النهائي؛ إذ أنّ ضياع هذا الجزء من المعلومات الحرفية سيؤدّي إلى عدم ظهور نموذج التحزيزات المميّز للسيف الدمشقي. بالإضافة إلى ذلك، يلعب التركيب الكيميائي من حيث نسبة الشوائب الفلزّية في الخامة كبير الأثر على نوعية الفولاذ المشغول، إذ أنّ وجود نسبة من شوائب الفاناديوم مثلاً في الخامة أمرٌ ضروريّ للحصول على المواصفات المميّزة للفولاذ الدمشقي. قد يعود سبب تغيّر تركيب الخامة إمّا إلى حدوث تغيير في مصدر التعدين، أو تغيير في أسلوب صهر الخامة لتحضير الفولاذ الهندواني تغييرًا أدّى إلى انعدام وجود تلك الشوائب فيها. أدّى اكتشاف وجود أنابيب نانوية كربونية في تركيب الفولاذ الدمشقي إلى دعم الفرضية، إذ أنّ دخولها في التركيب ربّما قد يكون عائداً إلى عمليّة تصنيع خاصّة، وعندما أصبح من الصعب تكرارها لسبب من الأسباب، أدّى ذلك إلى تغيير مهمّ في مواصفات الخامة.
ما بقي من الصنعة في مهدها حالياً هو لمجرد استخدام السيف كتحفة، وخاصّة عند تزيين النصل غير الفولاذي بأسلاك الذهب والفضة فيما يعرف باسم التكفيت. ولكن رغم اندثار الصناعة القديمة إلّا أنّ بعض السيوف الدمشقية الأصيلة نجت وعددها محدود، وأصبحت تعامل كتحفة شرقية، فالبعض منها تتوارثها العائلات، والبعض الآخر وجدت لها مكاناً في المتاحف العالمية مثل متحف قصر طوب قابي والمتحف البريطاني ومتاحف أخرى في دولٍ مختلفة.

## الأبحاث العلمية

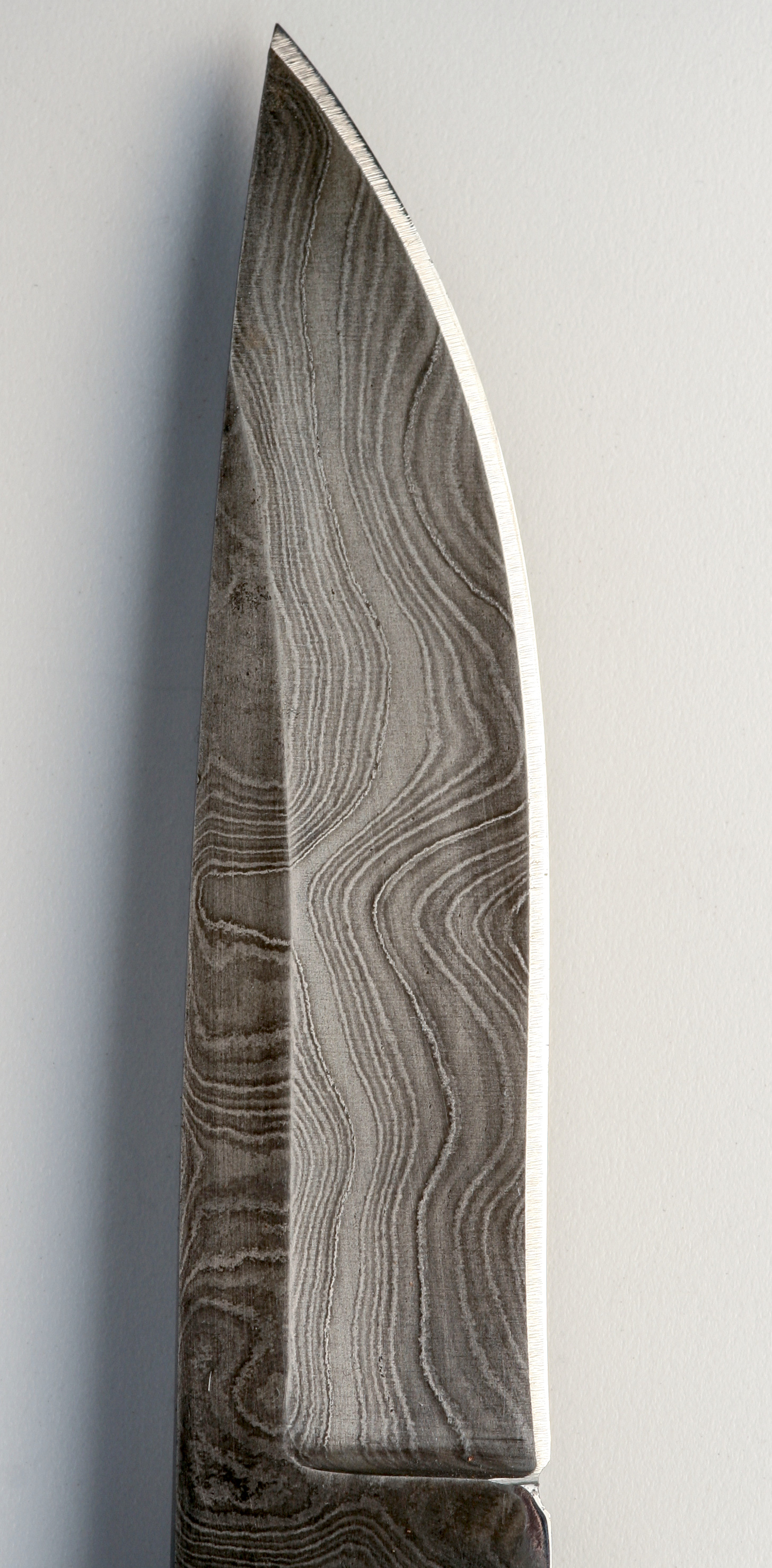
نمط التموجات المزخرفة المميّز للفولاذ الدمشقي.

في العصر الحديث كرّست بعض مجموعات البحث العلمي دراساتها لمعرفة تركيب الفولاذ الدمشقي، كما جرت محاولات لإعادة إنتاجه تجريبياً، وتلك العملية تعدّ بذلك فرعاً من علم الآثار التجريبي وتطبيقاً لمفاهيم الهندسة العكسية. بدأت المحاولات لمعرفة سرّ تركيب السيوف الدمشقية في أوائل القرن الثامن عشر في روسيا وفرنسا، إلّا أنّها باءت بالفشل. على الرغم من تطوّر التجهيزات والمعدّات التقنية في العصر الحديث، إلّا أنّ كشف سرّ الفولاذ الدمشقي لم يكن بتلك السهولة واستغرق سنين من البحث.

### لحام التطريق
نظراً لأنّ أسلوب لحام التطريق يعطي أنماطاً ونماذج شكلية على سطح المعدن تشبه نمط التمويجات المميّزة الموجودة على أنصال السيوف الدمشقية، لذلك اعتقد أنّ هذا الأسلوب من اللحام هو السبيل للحصول على الفولاذ الدمشقي، ولكن تبيّن فيما بعد أنّ هذا الأمر خاطئ وغير صحيح، وأنّ الفولاذ الهندواني يختلف تماماً عن الفولاذ الناتج عن عمليّة اللحام بالتطريق، وتمّ توثيق ذلك الأمر. وكان ممّا ساعد على انتشار ذلك المفهوم الخاطئ قيام بعض حدّادي النصال بالترويج لفولاذ لحام التطريق على أنّه فولاذ دمشقي.
إلّا أنّه أصبح من الشائع الإشارة إلى عدد من أنواع الفولاذ الناتجة بلحام التطريق على أنها «فولاذ دمشقي حديث»، حيث يحضّر من لحام قطع حديدية وفولاذية مع بعضها لتشكل كتلة خام معدنية، والتي يعطي تطريقها النمط المميّز للفولاذ الدمشقي. يعتمد شكل الأنماط على أسلوب شغل ومهارة الحدّاد، إذ أنّه عادة ما تسحب الكتلة المعدنية المصهورة وتطوى حتى الوصول إلى العدد المطلوب من الطبقات؛ حيث يتطلّب الأمر من الحدّاد المعلّم الوصول إلى حدّ أدنى من 300 طبقة عند عمله على نصل فولاذ دمشقي.

### فولاذ البوتقة

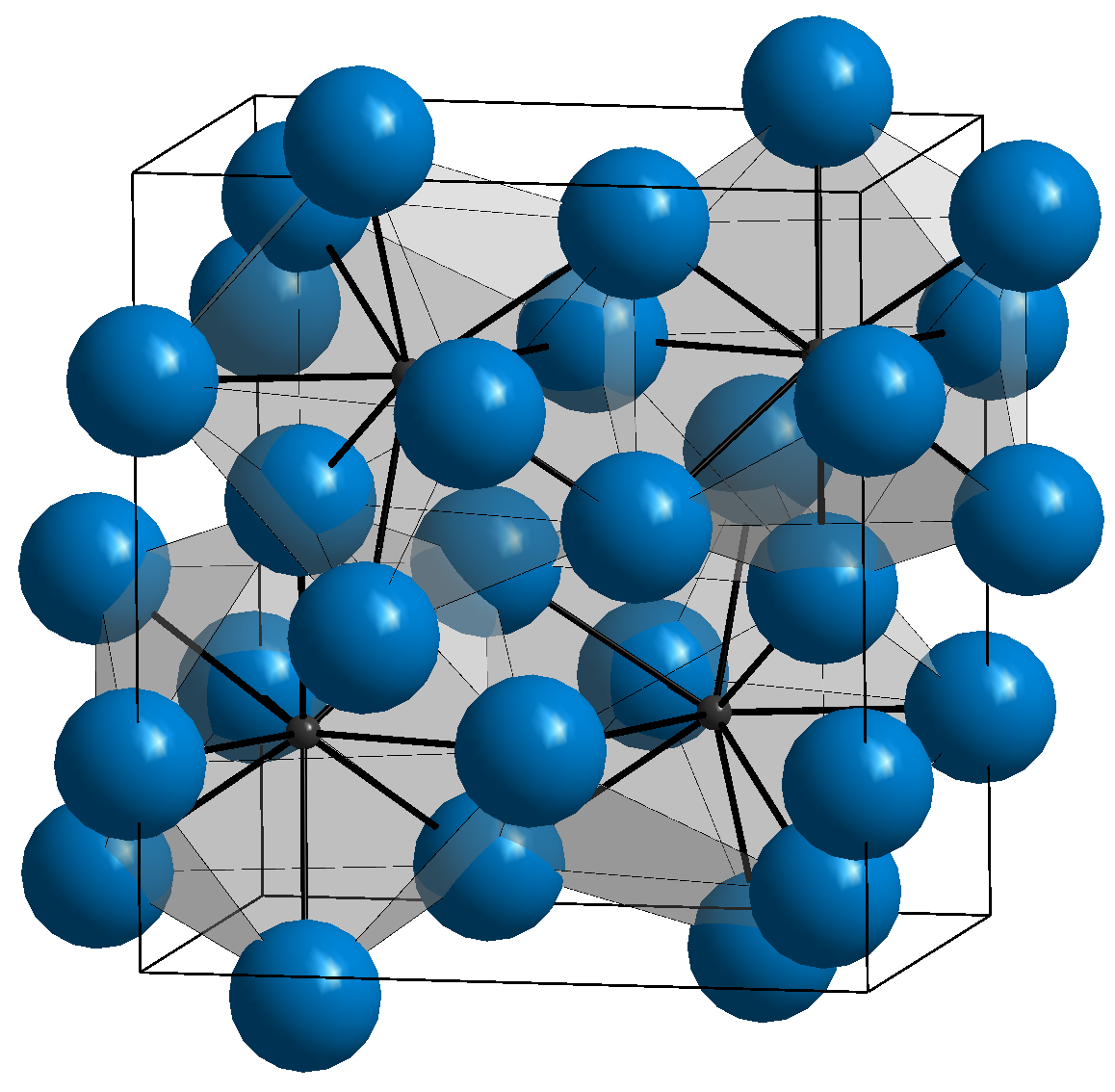
البنية البلّورية لمعدن السمنتيت؛ حيث ذرّات الحديد باللون الأزرق والكربون باللون الأسود.

استمرّت الأبحاث لمعرفة تركيب الفولاذ الدمشقي وإيجاد طرق لإعادة التصنيع، ومنها البحث الذي نشره فيرهوفن Verhoeven و بندراي Pendray سنة 1998. إذ بيّنت دراساتهما أنّ النمط المميّز على سطح نصل الفولاذ الدمشقي هي حبيبات من معدن السمنتيت، الذي يتركّب كيميائياً من كربيد الحديد. على هذا الأساس تركّز محور عملهما على اكتشاف طريقة التصنيع التي تضمن الحصول على نمط كربيد الحديد على السطح في نهاية العملية انطلاقاً من الفولاذ الهندواني. بدأت عملية إعادة التصنيع باستخدام «كعكة» فولاذ مطابقة لمواصفات الفولاذ الهندواني الأصلي المستقدم آنذاك من الهند، والذي يؤدّي تعريضه للحرارة إلى وصوله إلى حالة طرية وملدّنة (مخمّرة)، مع وجود بنية حبيبية من كربيد الحديد، والناتجة عن خضوع النظام لحالة فوق أصهرانية. للوصول إلى ذلك استُخدمت طريقة تصنيع الفولاذ بالبوتقة بخليط من حزم معدني الفيريت والسمنتيت عند درجات حرارة منخفضة نسبياً للحصول على نمط الفولاذ الدمشقي المميّز، إلّا أنّ الأمر رافقه صعوبة تقنية، فأيّ تعريض لدرجات حرارة كافية لإذابة الكربيد سيؤدّي إلى زوال النمط زوالًا دائمًا، وهو أمرٌ لا يحدث في السيوف الدمشقية الأصلية عند تعريضها لدرجات حرارة متوسّطة الارتفاع، إذ تبقى محافظة على ذلك النمط المميّز. كما وجد الباحثان أنّ عناصر معيّنة مشكّلة للكربيد مثل الفاناديوم والموليبدنوم مهمّة، إذ أنّها لا تتبعثر وتنتشر في بنية الفولاذ حتّى تصبح درجة الحرارة عالية كفايةً لإذابة الكربيدات. ممّا يعني في النهاية اتّباع أسلوب متناوب في التعريض لدرجات الحرارة يؤدي في النهاية إلى الحصول على النمط المميّز للفولاذ الدمشقي، حيث تسهم المعالجة الحرارية عند درجات حرارة مرتفعة إلى زوال النمط سطحياً مع بقائه في الطبقات الداخلية، ثم تؤدّي المعالجة الحرارية عند درجات حرارة أخفض إلى ظهور النمط الكربيدي المميّز.

### البنية النانوية الكربونية
بتقنيّات الأشعّة السينية والمجهر الإلكتروني على سيف دمشقي أصيل يعود إلى القرن السابع عشر اكتشف فريق من الباحثين من جامعة دريسدن التقنية أنّ الفولاذ الدمشقي يحوي في تركيبه على أسلاك نانوية من السمنتيت؛ وعلى أنابيب نانوية كربونية يبلغ طولها حتى 50 نانومتر وعرضها يُراوح بين 10 إلى 20 نانومتر. يعتقد أنّ مصدر تلك الأنابيب الكربونية عائد إلى إضافة ألياف نباتية من الأوراق والأغصان الخشبية أثناء التصنيع، بالإضافة إلى استخدام نوع خامة هندي محدّد.
عزا بعض أعضاء الفريق وجود تلك البنية النانوية الكربونية إلى عملية التصنيع الخاصّة التي كان السيف الدمشقي يحضّر بها، إن كان بالتطريق،  أو بالتلدين. حيث أنّ العمليات التقنية وأسلوب التعريض الحراري يؤدّي إلى تشكيل بنية بلّورية مجهرية صلبة على هيئة المارتنسيت تعطي الفولاذ الدمشقي المواصفات الميكانيكية المميّزة.

## المواصفات التقنية وإعادة الإنتاج

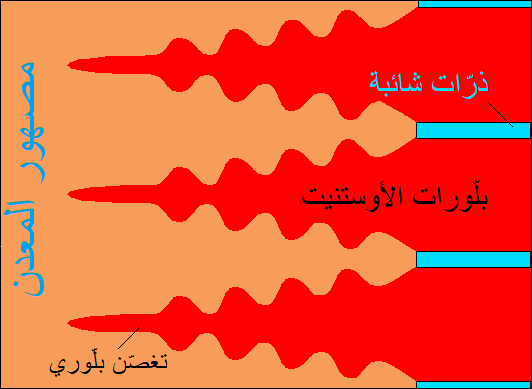
تبلور الأوستنيت على شكل متغصّن داخل البنية البلورية، وانفصال الذرّات الشائبة لتظهر في النهاية على شكل تحزيزات متوازية في البنية.

الفولاذ تعريفاً هو سبيكة تتكوّن من الحديد أساًا مع عناصر أخرى أهمّها الكربون، بحيث لا تتجاوز نسبة الكربون فيه 2.06% كتلةً، وإلّا فسيتشكّل ما يعرف باسم حديد الزهر. إنّ أفضل أنواع الفولاذ القابلة للاستخدام في صناعة الأنصال تحوي في تركيبها على نسبة مرتفعة من الحديد وعلى ما نسبته 0.5 إلى 1.2% من الكربون، وتكون سهلة اللحام والتطريق. كانت الطريقة الوحيدة لإنتاج الحديد حتّى الفترات المتأخّرة من القرون الوسطى تتمّ عبر الصهر في أفران الحديد الخالص، والذي يعطي مزيجه مع الخبث ما يدعى الحديد الإسفنجي. ونظراً لاحتواء الأخير على نسب متفاوتة من الكربون في تركيبه وعلى آثار من الخبث، كان الحديد الناتج من الأفران يخضع للتنقية بعمليّات متتالية من الصهر والتطريق ويسكب سكبًا متجانسًا على شكل قضبان قابلة للاستخدام للتطبيقات المختلفة؛ إلّا أنّ الفولاذ الناتج بهذه العمليات ليس هو الفولاذ الدمشقي المنشود.
يعدّ الفولاذ الهندواني المادّة الأوّلية المستخدمة في تحضير الفولاذ الدمشقي، وهو يتألف من الحديد مع نسبة حوالي 1.5 % من الكربون، مع وجود شوائب بآثار قليلة من عناصر فلزّية مثل الفاناديوم والموليبدنوم والكروم والنيوبيوم والمنغنيز والكبريت. يتميّز الفولاذ الدمشقي بالصلادة وبالمرونة وخفّة الوزن في نفس الوقت، ممّا أعطاه الصفات المميّزة في صناعة أنصال السيوف. يكتسب الفولاذ عادةً صفة الصلادة من خلال عملية التسقية، وذلك بإجراء عملية تبريد مفاجئة للفولاذ المتوهّج بغمسه بالماء البارد أو بالزيت. خلال تسقية المعدن يتشكّل هيكل بلوري مكروئي من ذرّات الكربون داخل الشبكة البلّورية لفلزّ الحديد، ممّا يعطيه صلادة أكبر، تصل في بعض الأحيان إلى الدرجة 62 إلى 67 وفق مقياس روكويل.
عند التصنيع تعالج المادّة حرارياً لتنصهر ثم تبرّد ببطء، فيتشكّل بالتالي تدريجياً نمط متغصّن من جسيمات الأوستنيت ويتفرّع داخل الشبكة البلّورية. عند الاستمرار في عملية التبريد تتشكّل جسيمات من السمنتيت، والتي تذوب مرّة أخرى عند عملية التطريق، ما عدا في المناطق المتاخمة لجسيمات الأوستنيت، حيث تتجمع الذرّات الشائبة غير المتجانسة في البنية، ممّا يؤدّي في النهاية إلى ظهور الشرائط النمطية المميّزة؛ ومن المهمّ أيضاً التزام درجة الحرارة الصحيحة أثناء عملية تطريق الفولاذ، من أجل الحصول على مزيج من جسيمات الأوستنيت والسمنتيت.
النقوش
كانت السيوف الدمشقية تخضع في النهاية إلى عملية تزيين وزخرفة، تنتج عنها أنماط مميّزة مثل سلّم محمد أو النقش الوردي، حيث تتّسق فيها التمويجات اتساقًا سُلَّميًا على امتداد طول النصل؛ و٫تُشكّل بإحداث شقوق وأثلام في سطح السيف في المراحل الأخيرة من تصنيعه.

### الفولاذ الدمشقي الحديث

#### الخامة
إنّ المادّة الأوّلية المستخدمة في إنتاج الفولاذ الدمشقي الحديث هو الفولاذ الحاوي في تركيبه على نسب متفاوتة من عناصر مرافقة تعطي المواصفات المميّزة؛ أهمها الكربون والمنغنيز والسيليكون والنيكل. يوصَل إلى المواصفات التقنية المميّزة من خلال التحكّم بنسبة الشوائب العنصرية المضافة، ومن خلال اتّباع المعالجة الحرارية الملائمة.
لتحضير الفولاذ الدمشقي الحديث يمكن استخدام أنواع مختلفة من الفولاذ مثل
| أنواع فولاذ أوروبية: | |
| ck45                 | فولاذ كربوني عالي الجودة ذو متانة جيدة. |
| C60                  | فولاذ كربوني متين جيد التقسية. |
| C105W1               | فولاذ كربوني الأعلى جودة وقساوة، ويستخدم من أجل أنواع الفولاذ الدمشقي ذات الأداء المرتفع.                                                                       |
| 16MnCr5              | فولاذ منخفض نسبة الكربون مرتفع نسبة الكروم، صعب اللحام، لكنه سهل التشكيل                                                                                        |
| 90MnCrV8             | فولاذ المعدّات، وهو الفولاذ المستخدم في تصنيع الفولاذ الدمشقي التقليدي، وبسبب نسبة المنغنيز المرتفعة يعطي لوناً غامقاً عند التشكيل، بالإضافة إلى القساوة المرتفعة. |
| 1.2008 / 1.2063      | فولاذ يستخدم لصناعة المعدّات، تصل قساوته إلى 67 وفق مقياس روكويل                                                                                                 |
| أنواع فولاذ يابانية: | |
| San-Mai:             | فولاذ ثلاثي الطبقات، يستخدم في صناعة المعدات. |

#### طريقة التصنيع
في البداية وانطلاقاً من خامتين مختلفتي التركيب تُشكّل بضع طبقات يُراوح عددها بين 3 إلى 8 فوق بعضها ومتناوبة فيما بينها، ثم تدمج ببعضها بلحام بالقوس المعدني المحجّب. في المرحلة التالية تسخّن الكتلة الناتجة وتلحم حرارياً بالنار، بعد ذلك تُفصَل الكتلة الملتحمة طولياً أو عرضياً، ثم تطوى على بعضها وتطرق. يعاد تكرار العملية في تشكيل الطبقات تكرارًا مشابهًا لتشكيل طبقات العجين في بعض أنواع الحلويات. بما أنّ العدد يتضاعف عند كلّ طيّة، فإنّه وبعد عددٍ قليلٍ من تكرار المحاولات يتشكّل المئات من الطبقات. تعدّ مرحلة اللحام الحراري بالنار من المراحل الصعبة والمهمة، إذ تكمن الصعوبة بضرورة عدم تجاوز درجة حرارة معينة؛ وفي نفس الوقت، لا ينبغي أيضاً للمادّة المعالجة أن تتأكسد، لأنّه بذلك سيصعب تطريقها على بعضها. للحماية من أثر الأكسدة يضاف إلى الفولاذ المتوهّج الرمل أو البورق، والذي ينصهر إلى طبقة زجاجية سائلة تحمي الفولاذ من الأكسجين، كما تخدم تلك المواد المضافة كصهارة أيضاً؛ ويكون أفضل وقت لإضافتها حين تبدأ الشرارات بالظهور على سطح الفولاذ.

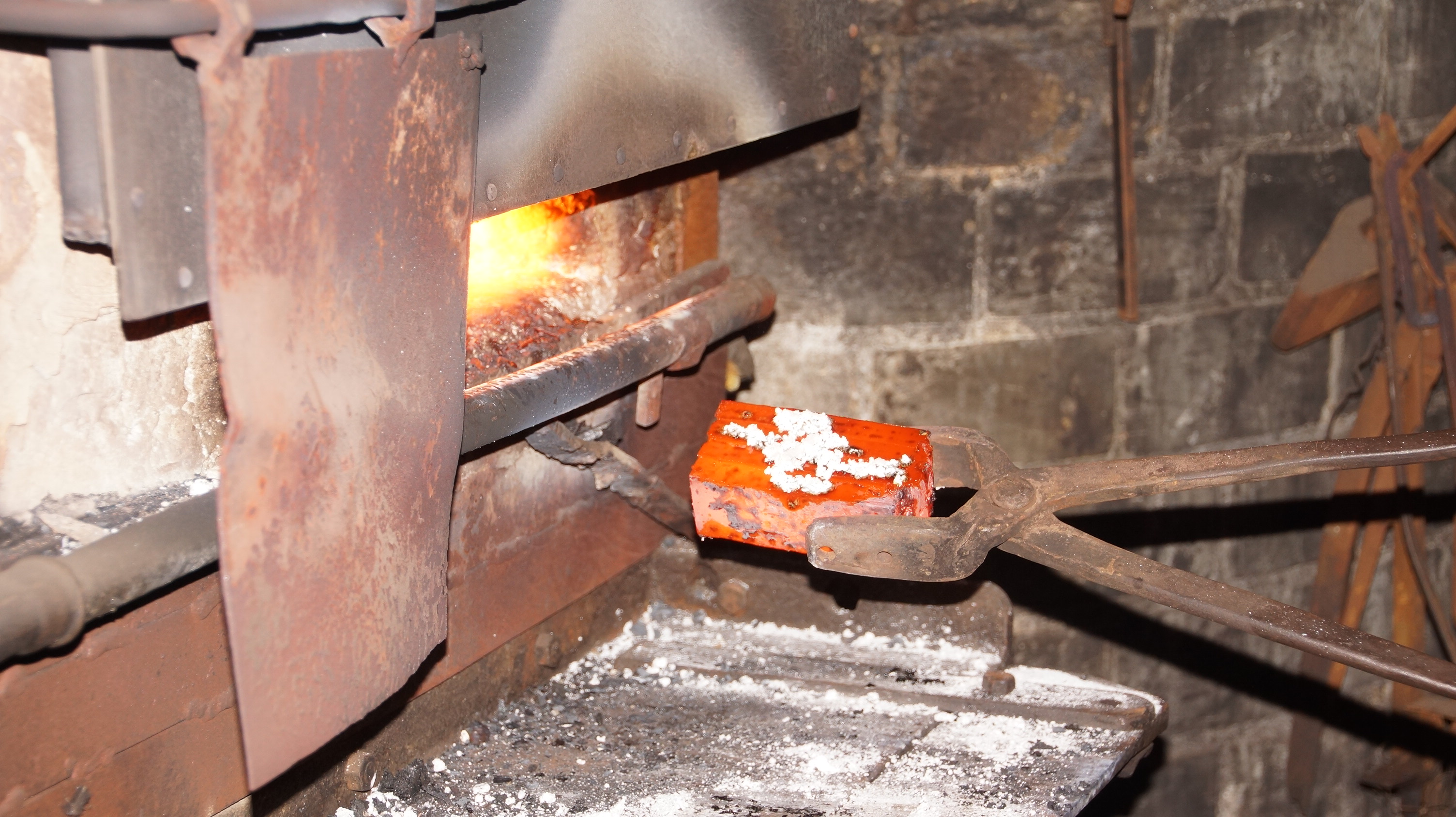
قطعة خامة معدنية متوهّجة عليها بورق منصهر
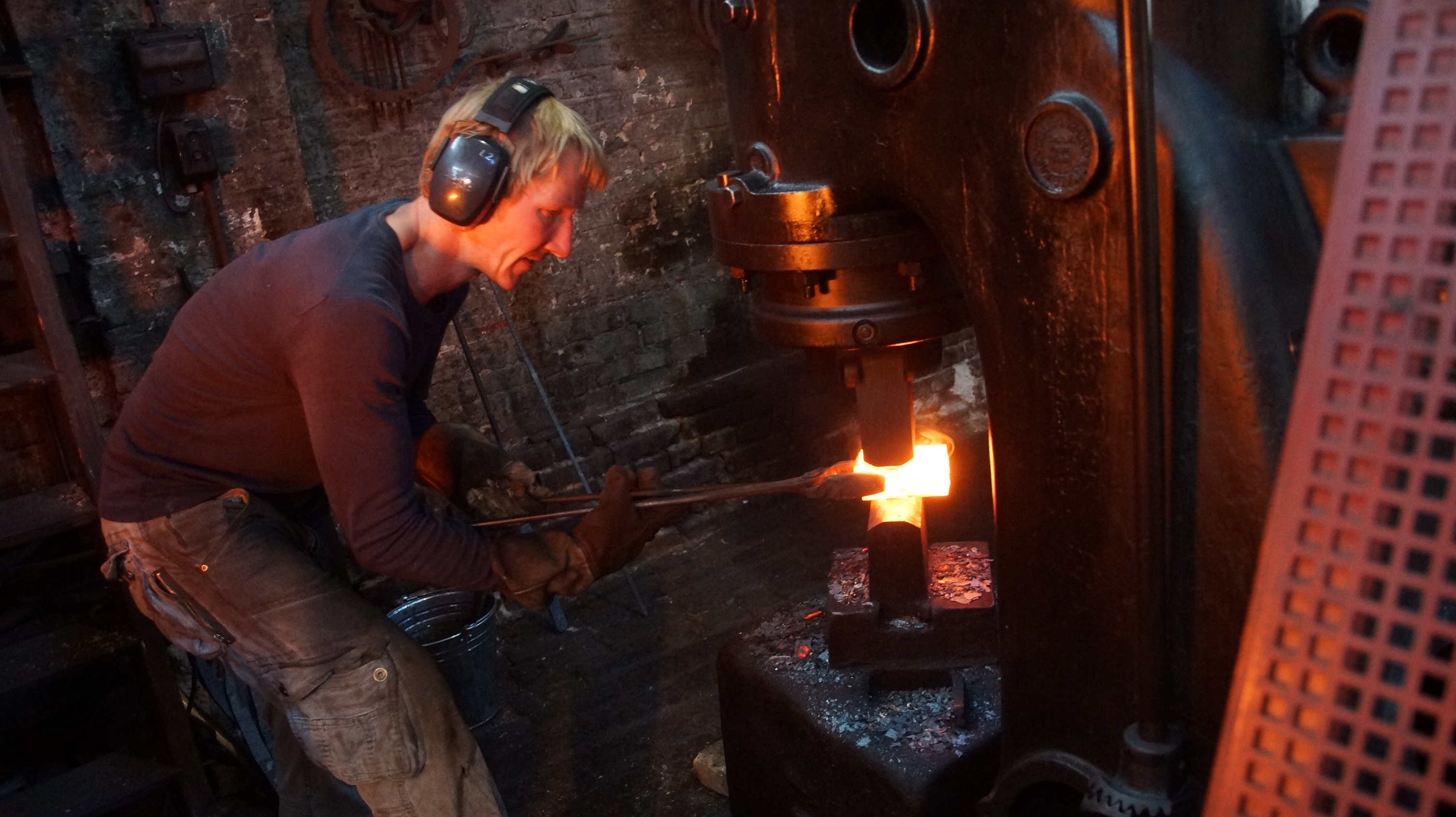
التطريق الميكانيكي في مراحله الأولية
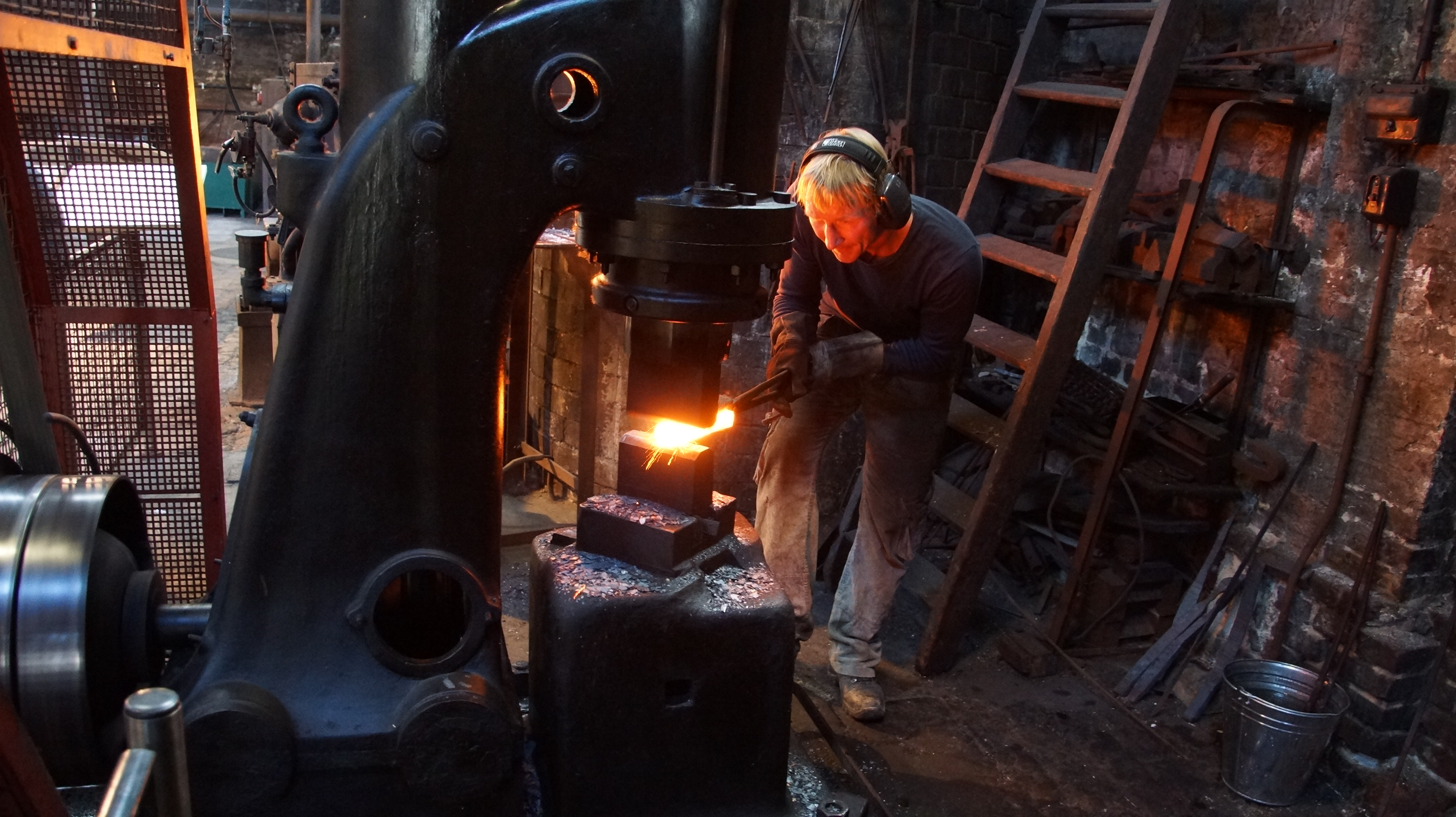
التطريق الميكانيكي في مراحله المتأخرة
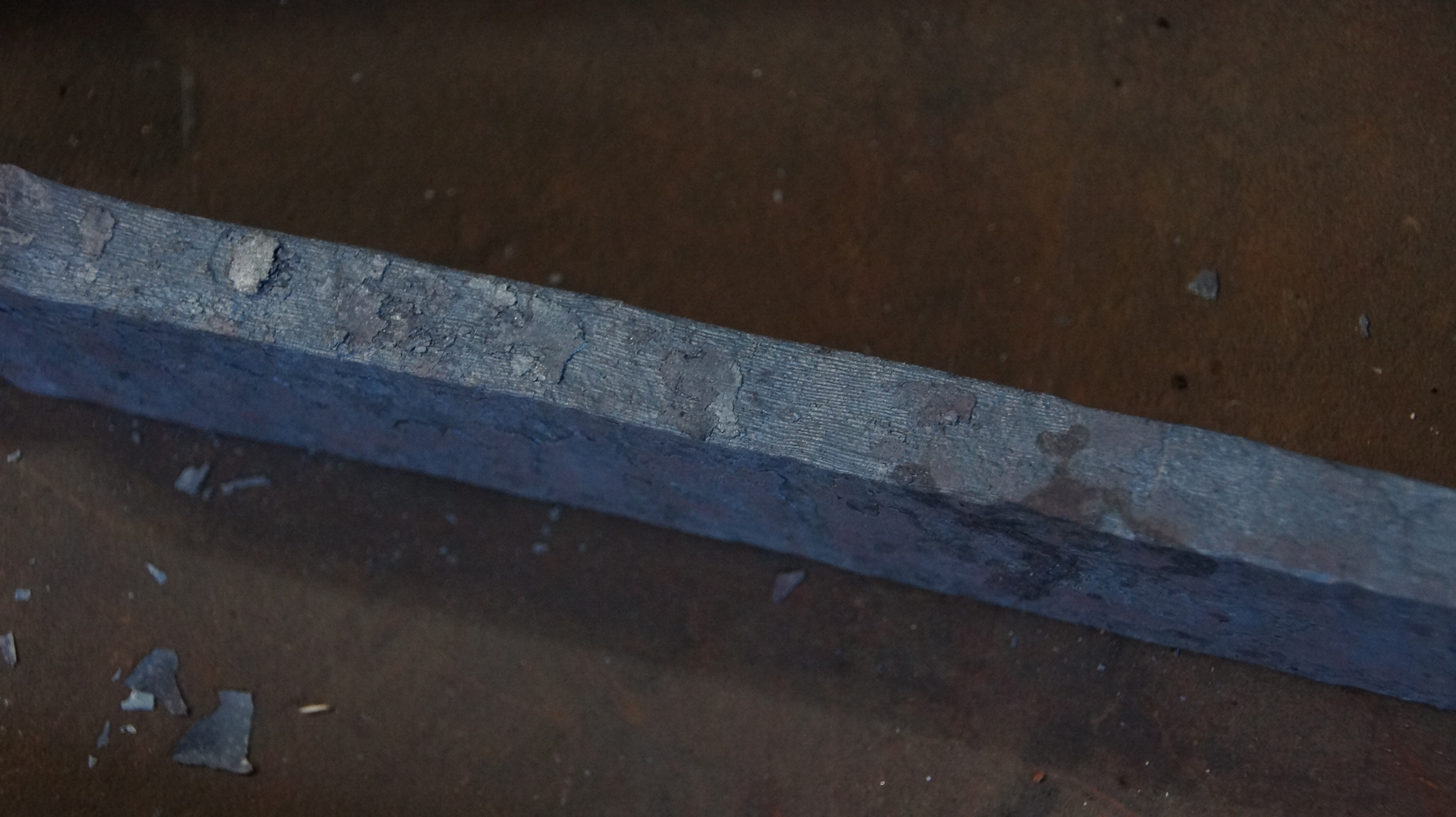
فولاذ دمشقي متعدّد الطبقات

بعد إجراء عملية التسقية والجلخ تُجرى عملية تنميش لسطح الفولاذ الدمشقي لإظهار الأنماط والنقوش المميّزة؛ حيث يؤدّي اختلاف الطبقات إلى اختلاف مدى التأثير عند المعالجة بالحمض، ممّا يُظهر النمط إظهارًا أوضح على سطح النصل.

## الاستخدامات الحديثة
يعرف أسلوب معالجة الفولاذ الحديث من أجل الحصول على الأنماط والنقوش المميّزة للفولاذ الدمشقي باسم «الدمشقة»؛ وهو يستخدم في إنتاج أنصال السكاكين وذلك لأسباب جمالية. بالتالي فالدمشقة هي أسلوب معالجة سطوح المعادن، التي ليس من الضرورة أن تكون مصنوعة من فولاذ دمشقي؛ إلّا أنّ التشابه الظاهري كبير إلى درجة أحياناً يصعب التفريق بينها. شاع في أواخر القرن العشرين انتشار استخدام الفولاذ المدمشق في صناعة سكاكين المطبخ وسكاكين الصيد.
استخدمت أنواع مشابهة للفولاذ الدمشقي من حيث طريقة التحضير في صناعة أسلحة المقذوفات. فكانت سبطانات المدافع في الفترة ما قبل القرن العشرين، (مثل المدافع اليدوية والقربينات)، تصنع بأسلوب التطريق على الفولاذ الناتج من تسخين شرائط رفيعة من الحديد والفولاذ وتشكيلها على قطعة معدنية مركزية تدعى الشياق. كان هذا الأسلوب في التصنيع مستخدماً من قبل صانعي الأسلحة البلجيك والإنكليز، وكان مفضّلاً استخدامها في الذخيرة منخفضة الضغط، إذ أنّها كانت غير ملائمة للمتفجّرات القوية.

### أنواع خاصّة
مع تطوّر صناعة الفولاذ أصبح من الممكن إنتاج أنواع خاصة من الفولاذ الدمشقي بإجراء تحويرات في نسب المكوّنات وطريقة الإنتاج. فمثلاً يشار إلى أنواع معيّنة من الفولاذ باسم الفولاذ الدمشقي غير القابل للصدأ "Stainless Damascus" في تركيب بعض أجراء مسدس كولت إم1911. تدخل أنواع خاصة من الفولاذ الدمشقي في تركيب هياكل المعدّات الحربية مثل الدبابات والطائرات وغيرها. فاستخدمت أنواع من الفولاذ الدمشقي الخاصّ في الحرب العالمية الثانية في صناعة بندقية جي 3 (G3-Damast) وفي صناعة مدافع البارجة تيربيتز (Tirpitz-Damast). وحديثاً استخدمت توليفات خاصّة من الفولاذ الدمشقي مثل Leo-I-Damast و Leo-II-Damast و Leo-III-Damast و Leo-IV-Damast في تركيب مدافع دبابة ليوبارد 1؛ ومثل Eurofighter-Damast في تركيب رشّاشات الطائرة القتالية يوروفايتر تايفون.
من الفولاذ نوعٌ يعرف باسم داماستيل Damasteel، ويصنّع بمزج أنواع من الفولاذ المقاوم للصدأ بشكل مسحوق ببعضها، بحيث يُحصل في النهاية على نمطٍ يشبه الفولاذ الدمشقي. تؤدّي المعالجة الحرارية والضغط المرتفع إلى تلبيد المواد إلى كتلة فولاذية كثيفة، والتي تقطّع وتعالَج لاحقاً. كان السبب في تطوير هذه الطريقة سنة 1993 صعوبة اللحام الناري للفولاذ المقاوم للصدأ، بسبب احتوائه على نسبٍ عالية من الكروم. من الأنواع الخاصة أيضاً الفولاذ الدمشقي المصنوع من النيازك الحديدية.

## في الثقافة الشعبية
كان الفولاذ الدمشقي مصدرَ إلهامٍ لبعضِ الأفكار الخيالية في الإنتاجات الأدبية الفنّية. فعلى سبيل المثال، يقولُ جورج ر. ر. مارتن أنَّه استلهمَ منه فكرةً في سلسلته المشهورة المُسمَّاة أغنية للجليد والنار (A Song of Ice and Fire)، والتي تحوَّلت إلى المسلسل التلفزيوني بالغ الشهرة لعبة العروش (Game of Thrones). ففي العالم الخيالي للسلسلة يشيعُ استخدام نوعٍ من المعدن معروفٍ بقوَّته الشديدة يُسمَّى الفولاذ الفاليريّ، ولكن - ومثل حالة الفولاذ الدمشقي - فإنَّ طريقة صنعه تُنسَى وتندثر مع الزَّمن، ممَّا يجعلُ السيوف النادرة الباقية منهُ ثمينة جداً.

## متفرّقات
- يعدّ السيف الدمشقي رمزاً لمدينة دمشق، ويوجد نصب له في ساحة الأمويين في وسط المدينة.
- من الشعر الحديث المشهور الذي يربط السيف بدمشق قصيدة شام يا ذا السيف، التي كتبها الشاعر اللبناني سعيد عقل وغنّتها السيّدة فيروز.

### باللغة العربية
1. ↑  السيف الدمشقي.. رمز العزة والكبرياء - فاتنة صالح الكردي - صحيفة البيان نسخة محفوظة 29 يوليو 2017 على موقع واي باك مشين.
2. ↑  السيف الدمشقي.. السر الذي حير علماء الغرب - خالد الأحمد - صحيفة الراية نسخة محفوظة 29 يوليو 2017 على موقع واي باك مشين.
3. ↑  الأثر الفني بين التطبيق والتشكيل - د. عفيف البهنسي - منشورات وزارة الثقافة السورية نسخة محفوظة 29 يوليو 2017 على موقع واي باك مشين.
4. ↑  التقاليد الشامية في الديار الأندلسية - محمد رضوان الداية نسخة محفوظة 26 يناير 2020 على موقع واي باك مشين.
5. ↑  سرّ السيوف الدمشقية: مجلة العلوم نسخة محفوظة 05 مارس 2016 على موقع واي باك مشين.
6. ↑  السيف الدمشقي - سنان ساتيك - العربي الجديد نسخة محفوظة 04 يناير 2016 على موقع واي باك مشين.
7. ↑  السيف الدمشقي أسطورة لا تزال حية - موقع اكتشف سورية نسخة محفوظة 17 ديسمبر 2017 على موقع واي باك مشين.
8. ↑  مدخل الى عالم النانو - رافد أحمد عبد الله نسخة محفوظة 26 يناير 2020 على موقع واي باك مشين.
9. ↑  السيف الدمشقي.. قصيدة من الفولاذ مكتوبة بماء الذهب - أحمد كيلاني - صحيفة البيان نسخة محفوظة 29 يوليو 2017 على موقع واي باك مشين.
10. ↑  سرّ الجوهر في السيف الدمشقي - الدكتور عفيف البهنسي - موقع الباحثون نسخة محفوظة 29 يوليو 2017 على موقع واي باك مشين.
11. ↑  الكندي يصنع السيوف للعرب - مجدي إبراهيم علي - شبكة الألوكة نسخة محفوظة 29 يوليو 2017 على موقع واي باك مشين.
12. ↑  كتاب الجماهر في معرفة الجواهر، لأبي الريحان البيروني، ص.110؛ المكتبة الشاملة نسخة محفوظة 11 ديسمبر 2017 على موقع واي باك مشين. [وصلة مكسورة]
13. ↑  السيف الدمشقي القاطع من وطيس الوغى إلى أروقة المتاحف - بارعة ياغي - صحيفة الحياة نسخة محفوظة 29 يوليو 2017 على موقع واي باك مشين.
14. ↑  سر السيف الدمشقي الضائع من زمن المجد الضائع - موقع رجال المجد الضائع نسخة محفوظة 14 يوليو 2017 على موقع واي باك مشين.
15. ↑  حضارة العرب - غوستاف لوبون/عادل زعتر نسخة محفوظة 26 يناير 2020 على موقع واي باك مشين.
16. ↑  سر السيف الدمشقي: سيف الإله «حُدُد» إله الحرب السوريّ - موقع سبوتنيك عربي نسخة محفوظة 29 يوليو 2017 على موقع واي باك مشين.
17. ↑  السيوف الدمشقية: أصالة الماضي تحت عدسة العلم - موقع الباحثون السوريون نسخة محفوظة 09 فبراير 2018 على موقع واي باك مشين.
18. ↑  التكفيت فن يحفظ للدمشقيين أسرار هويتهم - صحيفة العرب نسخة محفوظة 18 ديسمبر 2017 على موقع واي باك مشين.
19. ↑  السيف الدمشقي يصمد تحفة شرقية في واجهات البيوت بعد تراجع - رانية إسماعيل - صحيفة الحياة نسخة محفوظة 29 يوليو 2017 على موقع واي باك مشين.
20. ↑  مجموعة من السيوف المُدمَشقة النادرة في برن - جورج انضوني - موقع الدليل السويسري نسخة محفوظة 30 يوليو 2017 على موقع واي باك مشين.
21. ↑  العلوم النانوية تكشف سر السيوف الدمشقية - سوزان أبو سعيد ضو - موقع روسيا اليوم نسخة محفوظة 14 أغسطس 2017 على موقع واي باك مشين.

### بلغات أجنبية
1. 1 2  Pacey، Arnold (1991). Technology in World Civilization: A Thousand-year History. MIT Press. ص. 80. ISBN:978-0-262-66072-3. مؤرشف من الأصل في 2017-04-26.
2. ↑  Figiel، Leo S. (1991). On Damascus Steel. Atlantis Arts Press. ص. 10–11. ISBN:978-0-9628711-0-8.
3. ↑  Becker، Otto Matthew (1910). High-speed steel: the development, nature, treatment, and use of high-speed steels, together with some suggestions as to the problems involved in their use. New York: McGraw-Hill book company. ص. 10–14.
4. ↑  Goddard، Wayne (2000). The Wonder of Knifemaking. Iola, WI: Krause Publications. ص. 137–145. ISBN:978-0-87341-798-3. مؤرشف من الأصل في 1 أبريل 2017. اطلع عليه بتاريخ أغسطس 2020. {{استشهاد بكتاب}}: تحقق من التاريخ في: |تاريخ الوصول= (مساعدة)
5. ↑  Williams، Alan R. (2003). The knight and the blast furnace: a history of the metallurgy of armour in the Middle Ages & the early modern period Volume 12 of History of warfare. Leiden: BRILL. ص. 11–15. ISBN:978-90-04-12498-1. مؤرشف من الأصل في 2019-12-17.
6. 1 2 3 4 5 6 7 8 9  J. D. Verhoeven, A. H. Pendray, and W. E. Dauksch؛ Pendray؛ Dauksch (1998). "The key role of impurities in ancient damascus steel blades". Journal of Metallurgy. ج. 50 ع. 9: 58. Bibcode:1998JOM....50i..58V. DOI:10.1007/s11837-998-0419-y. مؤرشف من الأصل في 2019-08-29.{{استشهاد بدورية محكمة}}:  صيانة الاستشهاد: أسماء متعددة: قائمة المؤلفين (link)
7. 1 2 3 4 5 6  Jeffrey Wadsworth؛ Oleg D. Sherby (1980). "On the Bulat – Damascus Steel Revisited". Prog. Mater. Sci. ج. 25 ع. 1: 35–68. DOI:10.1016/0079-6425(80)90014-6.
8. ↑  Reibold، M.؛ Paufler، P.؛ Levin، A. A.؛ Kochmann، W.؛ Pätzke، N.؛ Meyer، D. C. (2006). "Materials: Carbon nanotubes in an ancient Damascus sabre". Nature. ج. 444 ع. 7117: 286. Bibcode:2006Natur.444..286R. DOI:10.1038/444286a. PMID:17108950.
9. 1 2  Legendary Swords' Sharpness, Strength From Nanotubes, Study Says. National Geographic (2010-10-28). Retrieved on 2011-11-13. نسخة محفوظة 24 يونيو 2018 على موقع واي باك مشين. [وصلة مكسورة]
10. ↑  Fountain، Henry (28 نوفمبر 2006). "Antique Nanotubes". New York Times. مؤرشف من الأصل في 2019-04-06. اطلع عليه بتاريخ 2011-11-13.
11. 1 2  Goodell, B, Xie, X., Qian, Y., Daniel, G., Peterson, M., and J. Jellison (2008). "Carbon nanotubes produced from natural cellulosic materials" (PDF). Journal of Nanoscience and Nanotechnology. ج. 8: 2472–2474. DOI:10.1166/jnn.2008.235. PMID:18572666. مؤرشف من الأصل (PDF) في 2016-12-23.{{استشهاد بدورية محكمة}}:  صيانة الاستشهاد: أسماء متعددة: قائمة المؤلفين (link)
12. ↑  Sharada Srinivasan؛ Srinivasa Ranganathan (2004). India's Legendary Wootz Steel: An Advanced Material of the Ancient World. National Institute of Advanced Studies. OCLC:82439861. مؤرشف من الأصل في 2019-06-07.
13. ↑  Juleff, G. (1996). "An ancient wind powered iron smelting technology in Sri Lanka". Nature. ج. 379 ع. 6560: 60. Bibcode:1996Natur.379...60J. DOI:10.1038/379060a0.
14. ↑  Sinopoli، Carla M. (2003). The Political Economy of Craft Production: Crafting Empire in South India, c. 1350–1650. Cambridge University Press. ص. 192. ISBN:0-521-82613-6.
15. ↑  Burton، Sir Richard Francis (1884). The Book of the Sword. London: Chatto and Windus. ص. 111. ISBN:1605204366. مؤرشف من الأصل في 2021-03-08.
16. 1 2  Milgrom, Lionel (15 نوفمبر 2006). "Carbon nanotubes: Saladin's secret weapon". Royal Society of Chemistry. مؤرشف من الأصل في 2016-03-04.
17. ↑  Maryon، Herbert (1948). "A Sword of the Nydam Type from Ely Fields Farm, near Ely". Proceedings of the Cambridge Antiquarian Society. ج. XLI: 73–76. DOI:10.5284/1034398.
18. ↑  Maryon، Herbert (فبراير 1960). "Pattern-Welding and Damascening of Sword-Blades—Part 1: Pattern-Welding". Studies in Conservation. ج. 5 ع. 1: 25–37. DOI:10.2307/1505063. JSTOR:1505063.
19. ↑  Maryon، Herbert (مايو 1960). "Pattern-Welding and Damascening of Sword-Blades—Part 2: The Damascene Process". Studies in Conservation. ج. 5 ع. 2: 52–60. DOI:10.2307/1504953. JSTOR:1504953.
20. ↑  Lewis، Jack؛ Roger Combs (1992). Gun digest book of knives. DBI. ص. 58–64. ISBN:978-0-87349-129-7.
21. 1 2  Kertzman، Joe (2007). Art of the Knife. Krause Publications. ص. 224–226. ISBN:978-0-89689-470-9.
22. ↑  Loveless، Robert؛ Richard Barney (1995) [1977]. How to Make Knives. Knife World Publications. ص. 169. ISBN:0-695-80913-X.
23. ↑  Test FINAL 4-24-2010.pdf "ABS Testing Rules and Guidelines for the Master Smith Rating" (PDF). مؤرشف من الأصل (PDF) في 2018-10-03. اطلع عليه بتاريخ 2011-03-12. {{استشهاد ويب}}: تحقق من قيمة |مسار أرشيف= (مساعدة)
24. 1 2 3 4 5  "سرّ السيوف الدمشقية". مجلة العلوم. أغسطس - سبتمبر 2001. مؤرشف من الأصل في 5 مارس 2016. {{استشهاد ويب}}: تحقق من التاريخ في: |تاريخ= (مساعدة)
25. ↑  Kochmann، W.؛ Reibold، Marianne؛ Goldberg، Rolf؛ Hauffe، Wolfgang؛ Levin، Alexander A؛ Meyer، Dirk C؛ Stephan، Thurid؛ Müller، Heide؛ Belger، André؛ Paufler، Peter (2004). "Nanowires in ancient Damascus steel". Journal of Alloys and Compounds. ج. 372: L15–L19. DOI:10.1016/j.jallcom.2003.10.005. ISSN:0925-8388.
Levin، A. A.؛ Meyer، D. C.؛ Reibold، M.؛ Kochmann، W.؛ Pätzke، N.؛ Paufler، P. (2005). "Microstructure of a genuine Damascus sabre" (PDF). Crystal Research and Technology. ج. 40 ع. 9: 905–916. DOI:10.1002/crat.200410456. مؤرشف من الأصل (PDF) في 2009-03-19.
26. ↑  Reibold، M.؛ Paufler، P؛ Levin، AA؛ Kochmann، W؛ Pätzke، N؛ Meyer، DC (16 نوفمبر 2006). "Materials:Carbon nanotubes in an ancient Damascus sabre". Nature. ج. 444 ع. 7117: 286. Bibcode:2006Natur.444..286R. DOI:10.1038/444286a. PMID:17108950.
27. 1 2  Sanderson, K. (2006). "Sharpest cut from nanotube sword". Nature. ج. 444: 286. DOI:10.1038/news061113-11.
28. ↑  تأثير العناصر كشوائب على الفولاذ (بالألمانية)
 نسخة محفوظة 12 نوفمبر 2017 على موقع واي باك مشين.
29. ↑  Bill Moran, 80; Damascus Steel Bladesmith نسخة محفوظة 16 ديسمبر 2017 على موقع واي باك مشين.
30. 1 2 3  Simpson، Layne (2003). Shotguns & Shotgunning. Krause Publications. ص. 256. ISBN:978-0-87349-567-7. مؤرشف من الأصل في 2020-01-09.
31. 1 2 3  Matunas، Edward A. (2003). Do-It-Yourself Gun Repair. Woods N' Water Inc. ص. 240. ISBN:978-0-9722804-2-6.
32. ↑  Hopkins، Cameron (2000). "Damascus Knight.45". American Handgunner Magazine. ج. 20 ع. 4: 128.
33. ↑  Damascus Steel: The Inspiration behind the Game of Thrones Weaponry. The Steel Wire. تاريخ الوصول 30-07-2017. نسخة محفوظة 08 فبراير 2018 على موقع واي باك مشين.

## وصلات خارجية
- سر السيوف الدمشقية من مجلة العلوم الأمريكية - النسخة العربية.
- الدور المهم للشوائب في صناعة أنصال السيوف الدمشقية.
- مراحل صناعة سكين الفولاذ الدمشقي الحديث.